# Febbre a 90° (film)
Febbre a 90° (Fever Pitch) è un film inglese del 1997 diretto da David Evans, tratto dall'omonimo romanzo di Nick Hornby.
Il film ha come protagonista il docente Paul Ashworth (Colin Firth), tifoso dell'Arsenal che vive nella periferia di Londra; la struttura della narrazione è caratterizzata dall'alternarsi di scene della sua adolescenza e della sua vita da adulto.

## Trama
Londra, 1968. Paul Ashworth è un ragazzo che vive nella periferia di Londra con sua sorella minore e la madre, mentre il padre, in seguito al divorzio, si è trasferito in Francia per lavoro, salvo però ritornare qualche volta per far visita ai figli, i quali tuttavia lo percepiscono come un estraneo e partecipano controvoglia agli appuntamenti con lui. Il 14 settembre il padre, appassionato di calcio e sostenitore dell'Arsenal, porta Paul per la prima volta allo stadio di Highbury per seguire il vittorioso debutto stagionale dei Gunners in Premier League contro lo Stoke City (1-0): da quel momento Paul si appassiona immediatamente allo sport e diventa un acceso tifoso della squadra londinese, che non abbandonerà mai più.
Nel 1989, Paul da adulto è diventato docente di lettere in una scuola superiore di Londra ed è l'idolo indiscusso dei suoi allievi, che lo apprezzano per la simpatia e la complicità, ma soprattutto per essere il coach della squadra scolastica di calcio. Ben presto, però, entra in conflitto con la signorina Sarah Hughes, insegnante di storia, rigorosa e metodica a scuola come nella vita, che non accetta il metodo d'insegnamento poco disciplinato del suo collega e i cori da stadio provenienti dalla sua aula. Durante un temporale i due hanno la possibilità di conoscersi meglio e così inizia la loro relazione.
Il campionato inglese 1988-1989 vede come capolista l'Arsenal di George Graham, che macina vittorie su vittorie, giocando un buon calcio e trascinato dal bomber Alan Smith. Paul non fa altro che pensare a una possibile vittoria del titolo, che aspetta da diciotto lunghi anni. La sua compagna se ne accorge e per questo motivo nascono frequenti battibecchi tra i due. Infine, però, anche Sarah viene contagiata dalla passione del fidanzato, fino ad accettare di recarsi con lui ad Highbury per assistere a una partita dei Gunners.
Tuttavia, nello stesso giorno, il 15 aprile 1989, si verifica la strage di Hillsborough, in cui perdono la vita 96 tifosi del Liverpool. Questo evento disgusta la compagna di Paul, che vorrebbe allontanarlo dal mondo del calcio. In seguito, Paul scopre che Sarah è rimasta incinta: a questo punto capisce che oltre il pallone c'è un mondo «che non si ferma a maggio e riparte di nuovo in agosto» e che ci sono cose che non si possono ignorare. Decide così di impegnarsi per la sua futura famiglia, partecipando a un colloquio (andato male) per la carica di vice-preside e cercando una nuova sistemazione. Tra le case visitate, ce n'è anche una vicino allo stadio dell'Arsenal.
Intanto la squadra londinese pare avvicinarsi sempre di più alla conquista del suo nono campionato, ma il pareggio interno alla penultima giornata contro il Wimbledon per 2-2 e la contemporanea vittoria del Liverpool per 5-1 contro il West Ham significano il "sorpasso" dei Reds in vetta alla classifica, e l'ultima partita del campionato (riprogrammata per il 26 maggio 1989, un mese dopo la data originariamente prevista nel calendario, a seguito della strage di Hillsborough) vede proprio il decisivo scontro diretto per il titolo tra la squadra londinese e i Reds ad Anfield: mai prima di allora, nella storia dell'allora First Division (poi divenuta dal 1992 l'attuale Premier League). Paul e il suo inseparabile amico Steve decidono di vedere la partita davanti alla TV, anziché partire per la trasferta. Nonostante lo scetticismo del protagonista, l'amico è fiducioso e invita Paul a calmarsi.
Il primo tempo si conclude sullo 0-0, risultato che sarebbe sufficiente al pari della sconfitta con al massimo un gol di scarto (in caso di arrivo delle due squadre a pari punti e con la medesima differenza reti il campionato sarebbe stato vinto dall'Arsenal, per il maggior numero complessivo di gol segnati rispetto al Liverpool) al Liverpool per aggiudicarsi il titolo, ma dopo nove minuti del secondo tempo l'Arsenal passa in vantaggio con un gol di testa di Smith sugli sviluppi di un calcio di punizione di seconda battuto da Nigel Winterburn. Tale gol però non basta ancora all'Arsenal per essere Campione d'Inghilterra: serve segnarne un altro, e peraltro il Liverpool da tre anni non subiva una sconfitta interna con due o più gol di scarto allo stesso modo in cui l'Arsenal nelle ultime quindici stagioni non era mai riuscito a vincere contro i Reds ad Anfield. Paul è al limite della sopportazione e, udendo suonare il campanello di casa, apre la finestra e, senza verificare chi sia, prende a improperi la persona sconosciuta che aveva suonato. A sua insaputa, si trattava proprio di Sarah, reduce da una festa di fine anno organizzata da una sua alunna e venuta a fargli compagnia in un momento per lui così importante. Calmatosi dopo la sfuriata, Paul intuisce come potesse essere stata proprio Sarah a suonare e si precipita in fondo alle scale per sincerarsene. Ma la fidanzata se ne è già andata, rattristata dalla reazione di Paul.
Frattanto mancano una manciata di secondi al fischio finale, con il Liverpool che è sempre più vicino al titolo di Campione d'Inghilterra che gli consentirebbe di completare il "Double", avendo vinto solo una settimana prima a Wembley la FA Cup a spese dei rivali cittadini dell'Everton per 3-2, ma al 92' il centrocampista dell'Arsenal Michael Thomas, dopo aver vinto un rimpallo a lui favorevole, si presenta solo in area avversaria davanti a Bruce Grobbelaar. Steve chiama a squarciagola Paul, che sta salendo in fretta e furia le scale per non perdersi l'ultima occasione per la sua squadra. Thomas batte Grobelaar di destro e segna il gol del 2-0 e i due amici possono finalmente abbracciarsi, esplodendo di gioia.
L'Arsenal, a 18 anni dall'ultima volta, si laurea campione d'Inghilterra e, per tutto il quartiere di Highbury, i tifosi si riversano in strada per i festeggiamenti. Tra questi vi sono Steve e Paul, che intravede nella folla Sarah: se ne vanno via insieme, felici, in una Highbury deserta.

## Errori nel film
- Nel film l'Arsenal pareggia la penultima gara di campionato in casa contro il Derby County, nella realtà i ''Gunners'' effettivamente pareggiarono quella partita, ma non con il Derby County, bensì contro il Wimbledon.

- Nel film Paul e Sarah assistono ad una gara dell'Arsenal che avviene contemporaneamente alla semifinale di FA Cup tra Nottingham Forest e Liverpool (lo si deduce dal fatto che nell'intervallo Paul chiede informazioni sull'andamento della partita e viene a conoscenza dei disordini), nella realtà l'Arsenal quel giorno non disputò alcuna gara, né amichevole né di FA Cup (era già stato eliminato in un turno precedente dal West Ham).